# Moritz Koser
Moritz Koser (* 1992 in Heidelberg) ist ein deutscher Jazzmusiker (Bass, Komposition).

## Leben und Wirken
Koser, der in Speyer aufwuchs, lernte zunächst Klavierspiel. Im Alter von 13 Jahren wechselte er zur Gitarre. Mehrere Jahre lang spielte er Grunge-Rock und Hardcore in Bands; dann begeisterte er sich nach neuerlichem Instrumentenwechsel für Hip-Hop. Zwischen 2017 und 2022 studierte er u. a. bei Robert Landfermann an der Hochschule für Musik und Darstellende Kunst Mannheim, wohnte aber in Frankfurt.
Koser arbeitete in verschiedenen Bands als Sideman, etwa bei Dennis Sekretarev und im Tobias Altripp Trio (We Bring Some Horns). Gemeinsam mit dem Saxophonisten David Sanwald, dem Posaunisten Max Strauch und dem Schlagzeuger Jonas Stiegler bildete er sein Quartett Gnar Gnar Rad, mit dem das gleichnamige Album entstand, das 2024 bei Double Moon Records erschien.